# Коровино (Оренбургская область)
Коро́вино — село в Бугурусланском районе Оренбургской области. Административный центр Коровинского сельсовета.

## География
Село находится на берегах реки Малый Мочегай, на расстоянии примерно 43 км (по прямой) к северо-востоку от города Бугуруслан, административного центра района.

### Часовой пояс
Село Коровино, как и вся Оренбургская область, находится в часовой зоне МСК+2. Смещение применяемого времени относительно UTC составляет +5:00.

## История
Впервые упоминается в 1740 году под названием Ново-Афонькино. Село основано мордвой.

## Население
| 2010 |
| ---- |
| 596  |

### Национальный состав
Согласно результатам переписи 2002 года, в национальной структуре населения мордва составляла 72 % из 700 чел.